# Telavåg
Telavåg – wieś w Norwegii w okręgu Hordaland, usytuowana 39 kilometrów na południowy zachód od miasta Bergen. Liczy około 490 mieszkańców. Od 1998 roku działa tam Muzeum Morza Północnego.

## Tragedia w Telavåg
Podczas okupacji Norwegii przez III Rzeszę, rybacka wieś Telavåg odgrywała istotną rolę w norwesko-brytyjskim ruchu morskim (tzw. Shetland bus), polegającym na wywożeniu z Norwegii ludzi zagrożonych aresztem oraz wwożeniu agentów, sabotażystów oraz broni. W kwietniu 1942 roku Gestapo uzyskało informację o ukrywaniu przez mieszkańców wsi dwóch Norwegów z oddziału NOR.I.C.1 (Norisén). Podczas próby aresztowania partyzantów, zastrzelonych zostało dwóch prominentnych oficerów Gestapo (Gerhard Berns, Henry Bertram). W odwecie, 30 kwietnia Niemcy wysadzili wszystkie domostwa we wsi, zatopili łodzie rybackie oraz wybili bydło domowe. 72 mężczyzn w wieku od 16 do 60 lat wywieziono do obozu Sachsenhausen w którym zginęło 31. 18 Norwegów niezamieszkałych w Telavåg oraz niemających nic wspólnego z transportami Shetland bus przewieziono do więzień na południu kraju. Pozostali przy życiu mieszkańcy wsi (268 kobiet, dzieci i starców) schronili się w miejscowej kaplicy. Akcję odwetową osobiście nadzorował Josef Terboven, komisarz Rzeszy w okupowanej Norwegii. Telavåg zajmuje szczególne miejsce w historii Norwegii jako jedyna wieś spacyfikowana przez Niemców. Porównywana jest (choć ma mniejszą skalę) z czeskimi Lidicami oraz francuskim Oradour-sur-Glane.

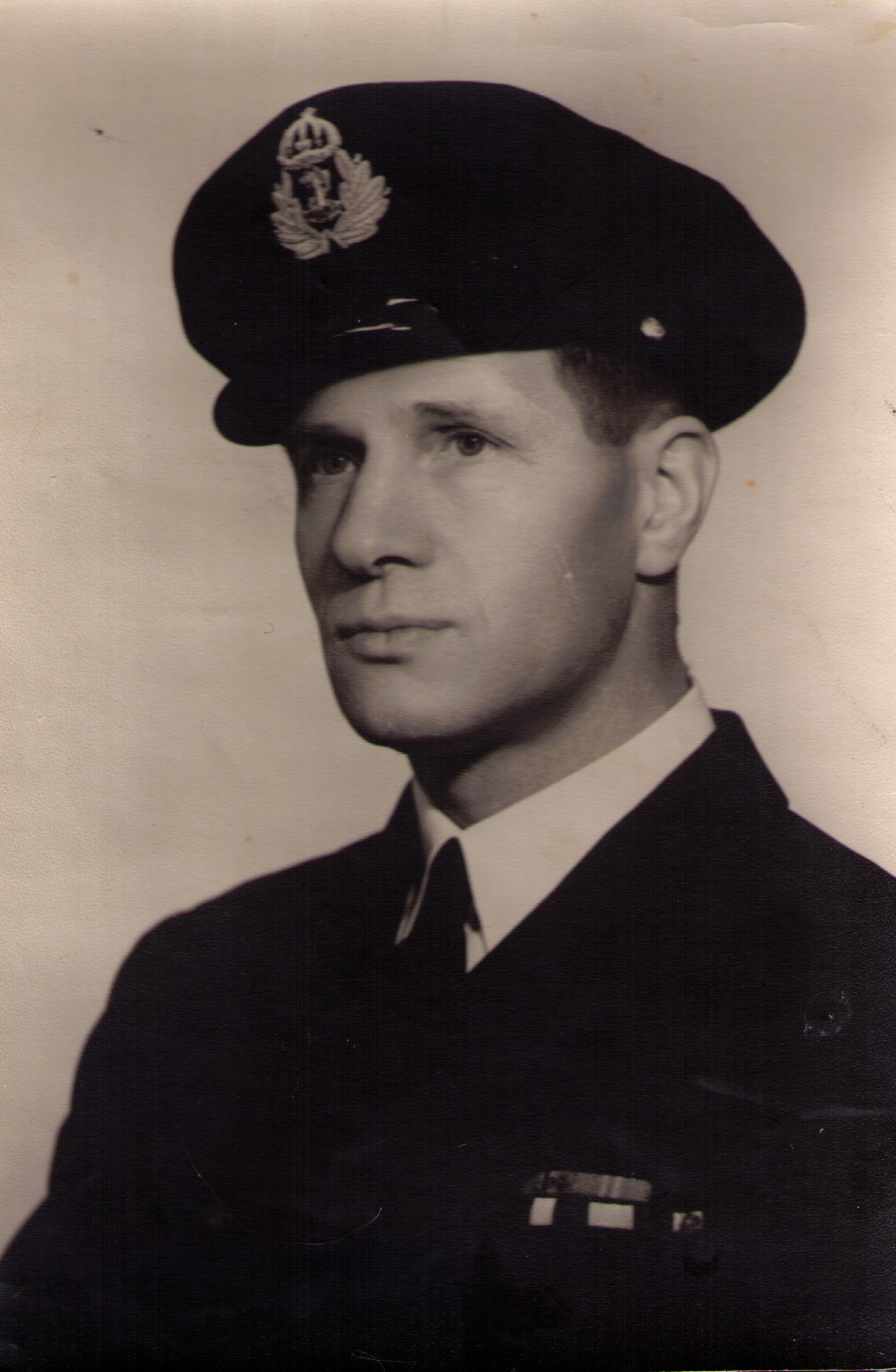
Leif Larsen – „Shetlands” Larsen

## Muzeum
26 kwietnia 1998 roku we wsi otwarto Muzeum Morza Północnego. Mieści się ono w nowoczesnym budynku wraz z salą konferencyjną oraz salą kinową. Wystawa upamiętnia ofiary tragedii w Telavåg oraz norweskiego żeglarza Leifa Larsena, najbardziej znanego dowódcę statku na trasie Shetland bus oraz najwyżej odznaczonego marynarza w historii II wojny światowej.